# 林幸秀
林 幸秀（はやし ゆきひで、1948年 - ）は、日本の官僚。元文部科学審議官。元東京大学先端科学技術研究センター特任教授、科学技術振興機構研究開発戦略センター上席フェロー。公益財団法人ライフサイエンス振興財団理事長。

## 人物
富山県西礪波郡福光町（現在の南砺市）出身。公務員を退官後、世界各国の科学技術政策の比較分析を行う研究者として、中国の科学技術情勢の調査分析を中心に活動を行っている。また、中国のほか、欧米主要国、ロシア、インド、韓国、ASEAN諸国の科学技術に関する著書を出版している。

## 略歴
- 1973年（昭和48年）3月 東京大学大学院工学系研究科原子力工学専攻修士課程修了
- 1973年（昭和48年）4月 科学技術庁入庁
- 1977年（昭和52年） イリノイ大学大学院修士課程修了
- 1984年（昭和59年）科学技術庁原子力局政策課長補佐（総括担当）
- 1986年（昭和61年）1月1日 科学技術庁研究調整局生活科学技術課がん研究調整官
- 1986年（昭和61年）7月1日 科学技術庁研究開発局ライフサイエンス課がん研究調整官
- 1987年（昭和62年）5月21日 科学技術庁研究開発局総合研究課総合研究調整官
- 1988年（昭和63年）1月20日 科学技術庁原子力局政策課原子力調査室長（併任）研究開発局総合研究課総合研究調整官
- 1989年（平成元年）6月27日 科学技術庁原子力局調査国際協力課長
- 1991年（平成3年）5月20日 外務省在アメリカ合衆国日本国大使館参事官
- 1994年（平成6年）7月1日 科学技術庁研究開発局海洋開発課長
- 1995年（平成7年）6月30日 科学技術庁研究開発局宇宙企画課長
- 1995年（平成7年）10月1日 科学技術庁研究開発局宇宙政策課長
- 1996年（平成8年）6月25日 科学技術庁原子力局政策課長
- 1998年（平成10年）科学技術庁長官官房秘書課長
- 2000年（平成12年）6月30日 文化庁長官官房審議官
- 2001年（平成13年）7月10日 文部科学省大臣官房審議官（大臣官房担当）
- 2003年（平成15年）1月10日 文部科学省科学技術・学術政策局長
- 2004年（平成16年）1月6日 内閣府政策統括官（科学技術政策担当）
- 2006年（平成18年）1月13日 文部科学審議官
- 2008年（平成20年）7月11日 退官
- 2008年（平成20年）10月1日 独立行政法人宇宙航空研究開発機構副理事長
- 2010年（平成22年）4月1日独立行政法人宇宙航空研究開発機構技術参与
- 2010年（平成22年）8月1日独立行政法人科学技術振興機構研究開発戦略センター上席フェロー
- 2010年（平成22年）9月東京大学先端科学技術研究センター特任教授（兼務、～2015年3月）
- 2017年（平成29年）6月ライフサイエンス振興財団理事長（兼務）
- 2022年（令和4年）4月 瑞宝重光章受章[1]

## 著書
- 『理科系冷遇社会～沈没する日本の科学技術』中央公論新社〈中公新書ラクレ〉、2010年。ISBN 978-4-12-150366-4
- 『躍進する新興国の科学技術』（共著）ディスカバヴァー・トゥエンティワン、2011年。ISBN 978-4-7993-1015-1
- 『主要国の科学技術情勢』（共著）丸善プラネット、2012年。ISBN 978-4-86345-132-2
- 『グローバル競争を勝ち抜く韓国の科学技術』（共著）丸善プラネット、2012年。ISBN 978-4-86345-131-5
- 『科学技術大国中国～有人宇宙飛行から原子力、iPS細胞まで』中央公論新社（中公新書）、2013年。ISBN 978-4-12-102225-7
- 『ロシアの科学技術情勢』（共著）丸善プラネット、2014年。ISBN 978-4-86345-195-7
- 『北京大学と清華大学』丸善プラネット、2014年。ISBN 978-4-86345-223-7
- 『日本のトップレベル研究者に聞く』（共著）美巧社、2015年。ISBN 978-4-86387-059-8
- 『ASEAN諸国の科学技術情勢』（共著）美巧社、2015年。ISBN 978-4-86387-062-8
- 『米国の国立衛生研究所 NIH』（共著）丸善プラネット、2016年。ISBN 978-4-86345-296-1
- 『インドの科学技術情勢』（共著）丸善プラネット、2016年。ISBN 978-4-86345-312-8
- 『中国科学院』丸善プラネット、2017年。
- 『中国の宇宙開発』アドスリー（丸善出版）ISBN 978-4-90441982-3
- 『米国国立科学財団 NSF』（共著）丸善プラネット、2018年。ISBN 978-4-86345-368-5